# Acropora fastigata
Acropora fastigata е вид корал от семейство Acroporidae.

## Разпространение
Този вид е разпространен в Австралия, Индонезия, Малайзия, Папуа Нова Гвинея, Сингапур, Тайланд и Филипини.

## Описание
Популацията на вида е намаляваща.